# عبد الرحمن الفارس
عبد الرحمن فارس ، لاعب كرة قدم كويتي. يلعب مع نادي الساحل الكويتي.